# هوندا سی‌دی۱۲۵تی‌سی
هوندا سی‌دی۱۲۵تی‌سی بنلی (انگلیسی: Honda CD125TC Benly) یک موتورسیکلت ۱۲۴ سی‌سی (۷٫۶ مکعب اینچ)، هوا خنک، چهارزمانه و دوسیلندر به سبک «موتورخیابانی» است که توسط شرکت موتورسازی هوندا بین سال‌های ۱۹۸۲ تا ۱۹۸۵ برای بریتانیا تولید شد. اندازه موتور و توان خروجی آن برای مطابقت با محدودیت‌های مجوز موقت آن زمان طراحی شده بود و نسخه‌ای از هوندا سی‌دی۲۰۰ رودمستر بود که در اواخر دهه ۱۹۷۰ معرفی شد، با همان گیربکس چهار سرعته (مانند ۲۰۰) اما فقط استارت الکتریکی. این دستگاه به غیر از اندازه بدنه موتور از همه جهات یکسان بود. مجهز به جرقه زنی الکترونیکی تخلیه خازن بود. ترمزهای جلو و عقب کاسه‌ای بودند و هر دو جک وسط و جانبی را داشت. برق ۱۲ ولت بود و باتری در سمت راست پنل کناری قرار داشت. پانل سمت چپ حاوی یک جعبه ابزار کوچک بود. ابزار دقیق از طریق دو دسته نصب شده روی فرمان بود. یکی حاوی یک سرعت‌سنج، با کیلومترشمار و سرعت‌سنج و بر حسب مایل در ساعت با علامت‌گذاری کیلومتر و حداکثر سرعت در هر دنده بود.